# Toad the Wet Sprocket
I Toad the Wet Sprocket sono un gruppo musicale alternative rock statunitense originario di Santa Barbara (California) e attivo dal 1986.
La band si è sciolta nel 1998 per proseguire in altri progetti paralleli, ma dal 2006 ha ricominciato ad esibirsi dal vivo, prima di riunirsi ufficialmente nel 2010.

## Formazione

### Formazione attuale
- Glen Phillips – voce, chitarra, mandolino, tastiera (1986–presente)
- Todd Nichols – chitarra, cori, mandolino (1986–presente)
- Dean Dinning – basso, cori, tastiera, chitarra (1986–presente)
- Randy Guss – batteria, percussioni, cori (1986–presente)

### Ex componenti
- Steve Brown – batteria, percussioni (1986)

## Discografia

### Album in studio
- 1989 – Bread & Circus
- 1990 – Pale
- 1991 – Fear
- 1994 – Dulcinea
- 1997 – Coil
- 2011 – All You Want
- 2013 – New Constellation

### Raccolte
- 1992 – Seven Songs Seldom Seen
- 1995 – In Light Syrup
- 1999 – P.S. (A Toad Retrospective)

### Album dal vivo e EP
Lista parziale.
- 1992 – Five Live
- 1994 – Acoustic Dance Party
- 2004 – Welcome Home